# 亚历山大·加尔纳耶夫
亚历山大·尤里耶维奇·加尔纳耶夫（俄語：Алекса́ндр Ю́рьевич Гарна́ев，1960年9月1日—）是一名苏联和俄罗斯飛機试飞员、俄罗斯联邦英雄、俄罗斯联邦荣誉试飞员。2022年3月2日，因為反對俄羅斯入侵烏克蘭，宣佈辭去俄罗斯联邦英雄和苏联英雄俱乐部主席職務。